# Хартабиль, Бассель
Бассель Хартабиль (араб. باسل خرطبيل‎) (22 мая 1981 г. — 3 октября 2015 г.) — сирийский интернет-активист, разработчик открытого программного обеспечения, блогер, который в марте 2012 г. был арестован, а затем был тайно казнён.

## Биография
Хартабиль был всемирно известным разработчиком таких проектов открытого программного обеспечения как Mozilla Firefox, Википедия, лицензия Creative Commons.
Бассель Хартабиль также участвовал в мероприятиях местного масштаба, проводимых Aiki Lab (площадка для преподавания в сфере развития смежных технологий) в Дамаске. С 2005 года он также занимался Пальмирским проектом — виртуальным туром по разрушенному в настоящее время боевиками ИГИЛ древнему городу Пальмира, полностью восстановленному в 3D изображениях.
В 2012 году ему было присуждено 19 место в престижном рейтинге 100 ведущих интеллектуалов современного мира (The Top 100 Global Thinkers ranking of 2012) журнала Foreign Policy. В 2013 году Бассель получил премию Цифровая Свобода международной организации «Index on Censorship».
Его работа в качестве главы отделения Creative Commons в Сирии и его участие в международном движении за свободную культуру требовали от него частых поездок за рубеж, но каждый раз он возвращался в Сирию.
15 марта 2012 года Бассель Хартабиль был арестован. По мнению Рабочей группы ООН по произвольным задержаниям, Бассель был неправомерно задержан за «мирное осуществление своего права на свободу выражения мнений» и «за поддержку идеи свободного доступа к интернету». Началась кампания за его освобождение.
Бассель Хартабиль предстал перед военным судом 9 декабря 2012. Как подчёркивает Рабочая группа ООН по произвольным задержаниям, он не имел адвоката, ему дали всего несколько минут для ознакомления с делом, каких-либо доказательств обвинения, выдвинутого против него, предоставлено не было.
3 октября 2015 года Бассель был вывезен из тюрьмы Адра, которая находится на северо-восточной окраине Дамаска, где он содержался с декабря 2012 года, в неустановленное место.
В ноябре 2015 года жена Басселя Нура Гази сообщила, что с ней связались люди, назвавшие себя сотрудниками правительства, которые сказали ей, что её муж был приговорён к смерти, но другой информации не предоставили. Лишь 1 августа 2017 года Нура узнала от сирийских чиновников, что Бассель Хартабиль был казнён в 2015 году.